# 跳出去
跳出去（英語：Jump） 是2009年一部中港合拍的喜劇舞蹈電影，由冯德伦自导自编。 该片由张雨绮，立威廉和吴彦祖主演，袁祥仁担任武术指导。

## 故事介紹
彩鳳是村莊的一個農民，自幼幫父親打理農業和訓練武功，但彩鳳卻對跳舞更有興趣。某日，一位舊村民來到村應聘女工，彩鳳和朋友被意外抽中。在鄉下來到上海的彩鳳在工廠裡打工，但依然堅持跳舞的夢想，不久後在一點跳舞學校兼任衛生間的工作，一邊工作一邊觀測旁人跳舞。出身貧窮的彩鳳卻遭學生的嘲笑，令她失去精神意志。偶遇下，彩鳳碰上了學校的老闆陳朗欣賞天分而讓她正式加入學校，兩人慢慢進入一段戀愛關係。
然而，陳朗為彩鳳在跳舞比賽報名，但比賽前夕，彩鳳聽到陳朗在電話上說了不愉快的話，並跟蹤他到機場，目賭陳朗與一名女生見面。失魂的彩鳳因此跑回家鄉，再一次險些放棄夢想。最後，彩鳳為了一名因腳踝扭傷的舞蹈員而及時頂替她，卻輸了給對方的韓國，而之前的誤會也化解了（後發現在機場的女生是陳朗的妹妹到舞蹈場地支持），與陳朗復合。儘管輸了比賽也得到自己朋友和父親在場支持，找到追尋跳舞的熱誠和愛。 
在電影的尾聲，彩鳳回到家鄉教導朋友和村民嘻哈舞蹈。

## 主演
- 张雨绮 饰演 彩凤
- 立威廉 饰演 陈朗
- 吴彦祖 饰演 整容医生
- 李尚正 飾演 星探

## 荣誉
2010年冯德伦凭借此片斩获第十四届全球华语音乐榜中榜暨亚洲最具影响力大典“最佳新晋导演”。

## 制作
原定陈冠希担任本片男一号，由于2008年陈冠希裸照事件，他被立威廉替代。
本片和《少林少女》都是当时周星驰为了捧张雨绮而投资出品。这两部电影的实际导演和拍摄现场都没有周星驰的身影。
本片於上海和石盂村拍攝。